# NGC 4412
NGC 4412 este o galaxie seyfert de tip 2⁠(d) situată în constelația Fecioara. A fost descoperită în 23 februarie 1784 de către William Herschel. Se află la o distanță de 30,6 de megaparseci de Pământ.